# Мидланд (окръг, Тексас)
Вижте пояснителната страница за други значения на Мидланд.
Окръг Мидланд (на английски: Midland County) е окръг в щата Тексас, Съединени американски щати. Площта му е 2336 km², а населението - 116 009 души (2000). Административен център е град Мидланд.